# Biserica de lemn din Vlădoi (Schela)

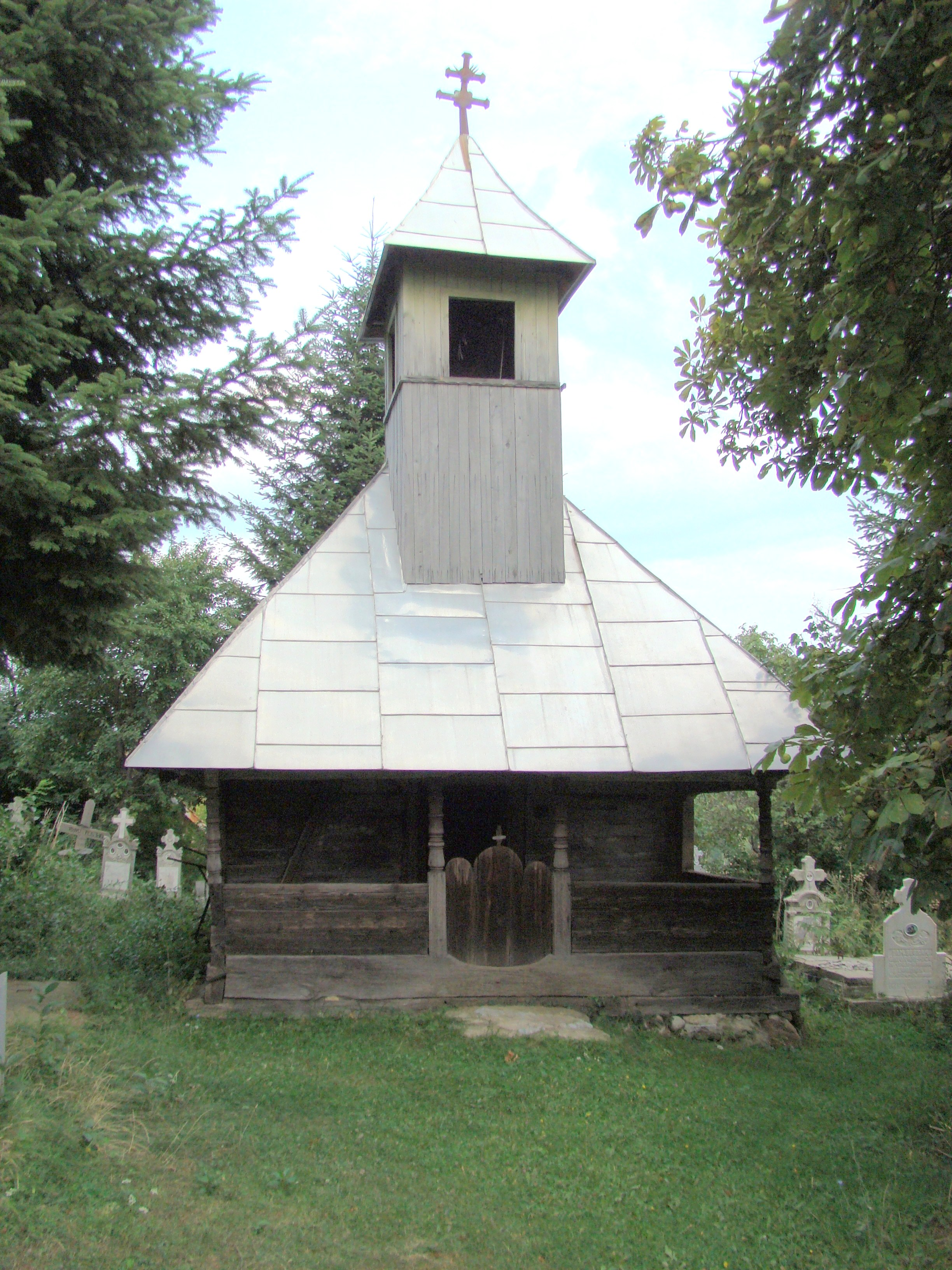
Biserica de lemn „Sfântul Dumitru” din Schela-Vlădoi, comuna Schela, județul Gorj, foto: septembrie 2009.

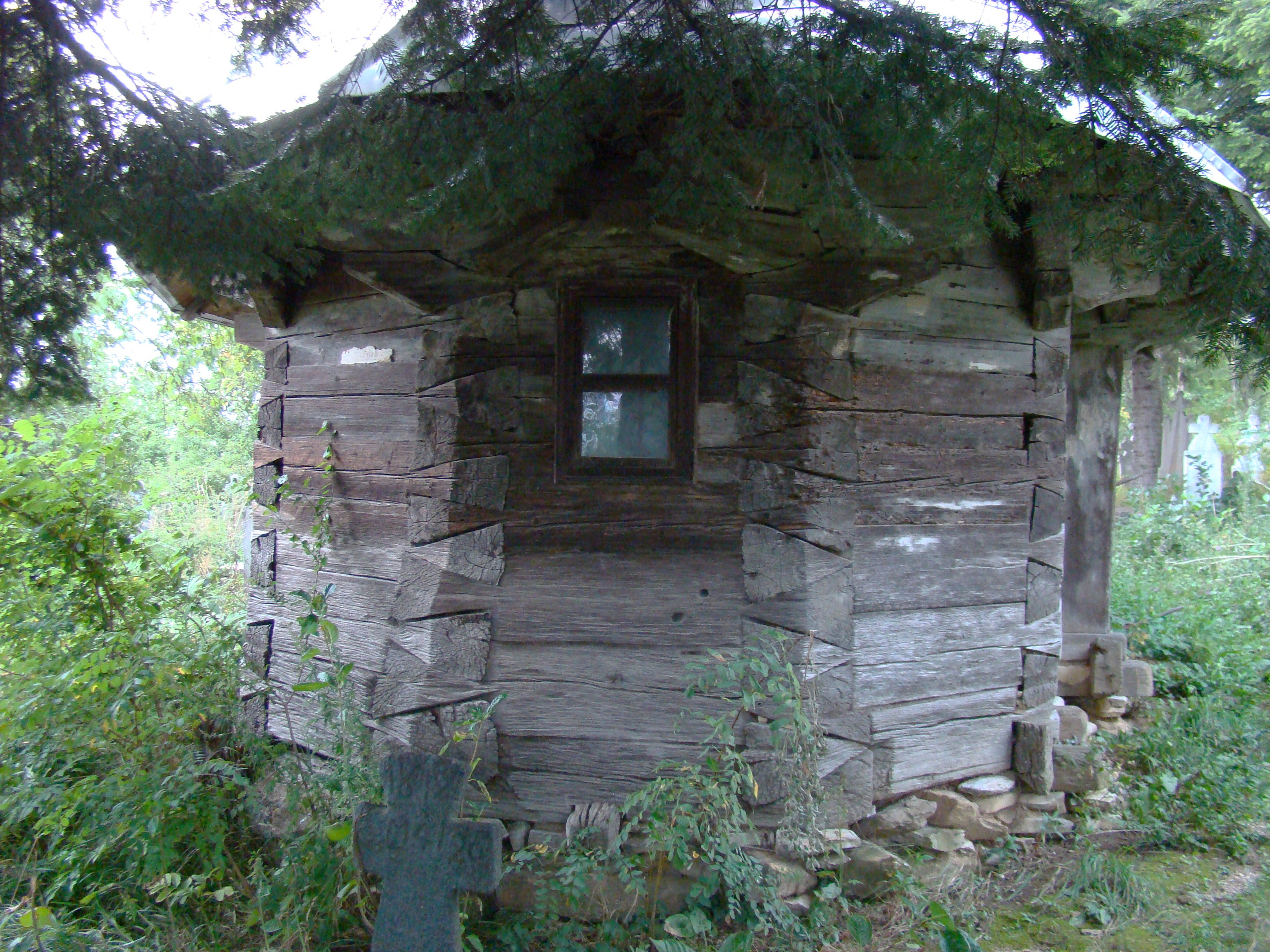
Absida altarului

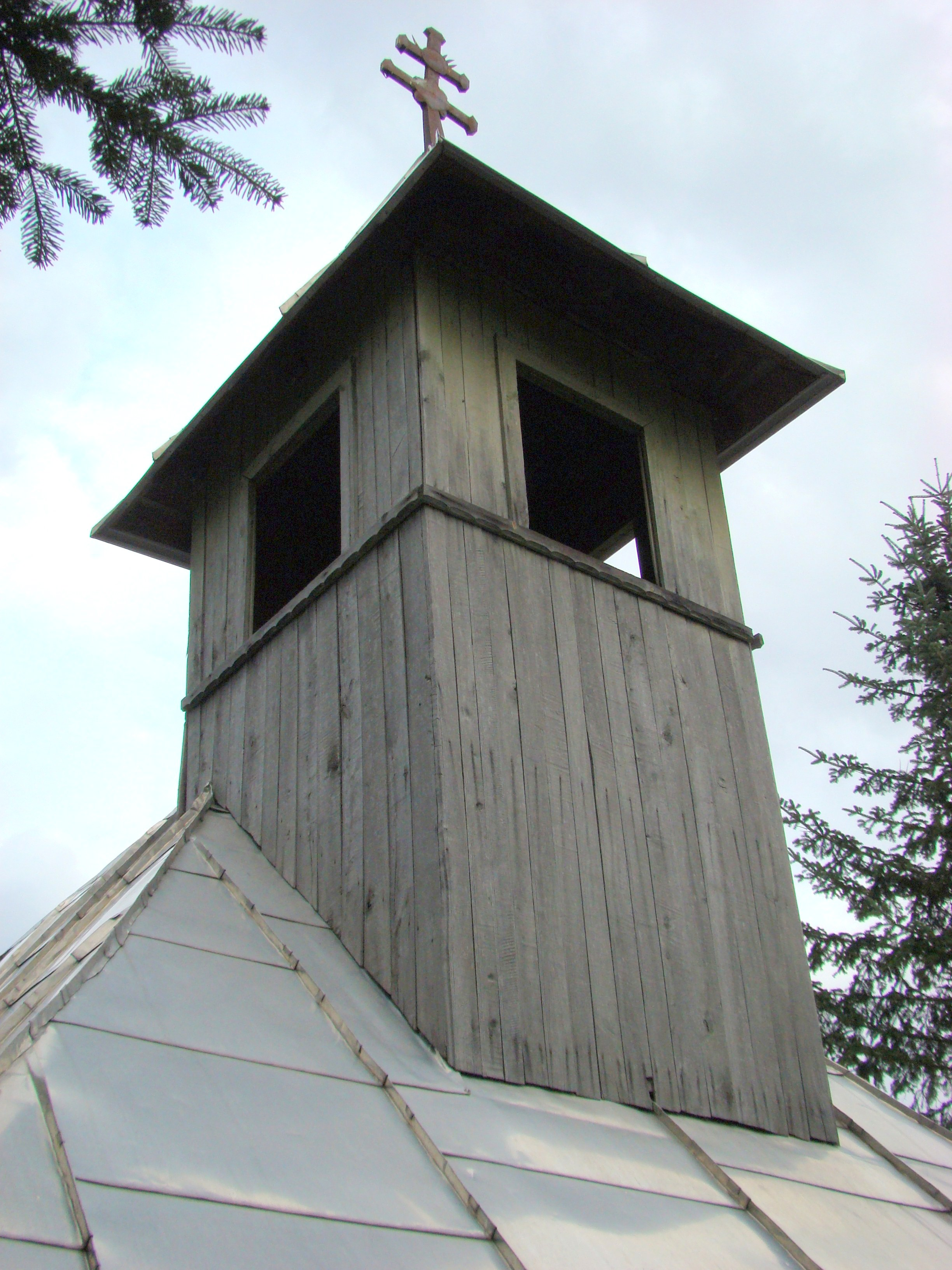
Turnul-clopotniță

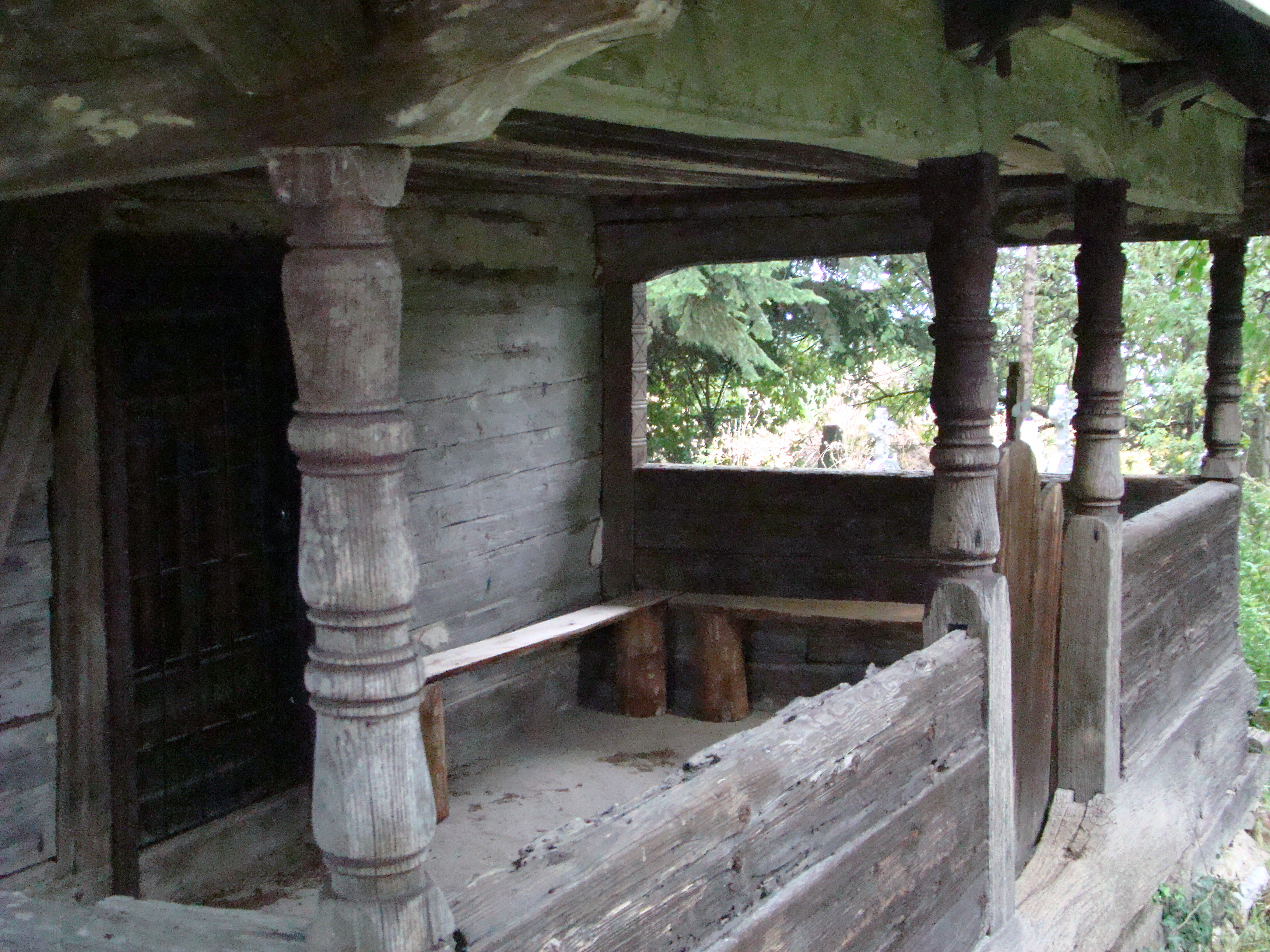
Prispa

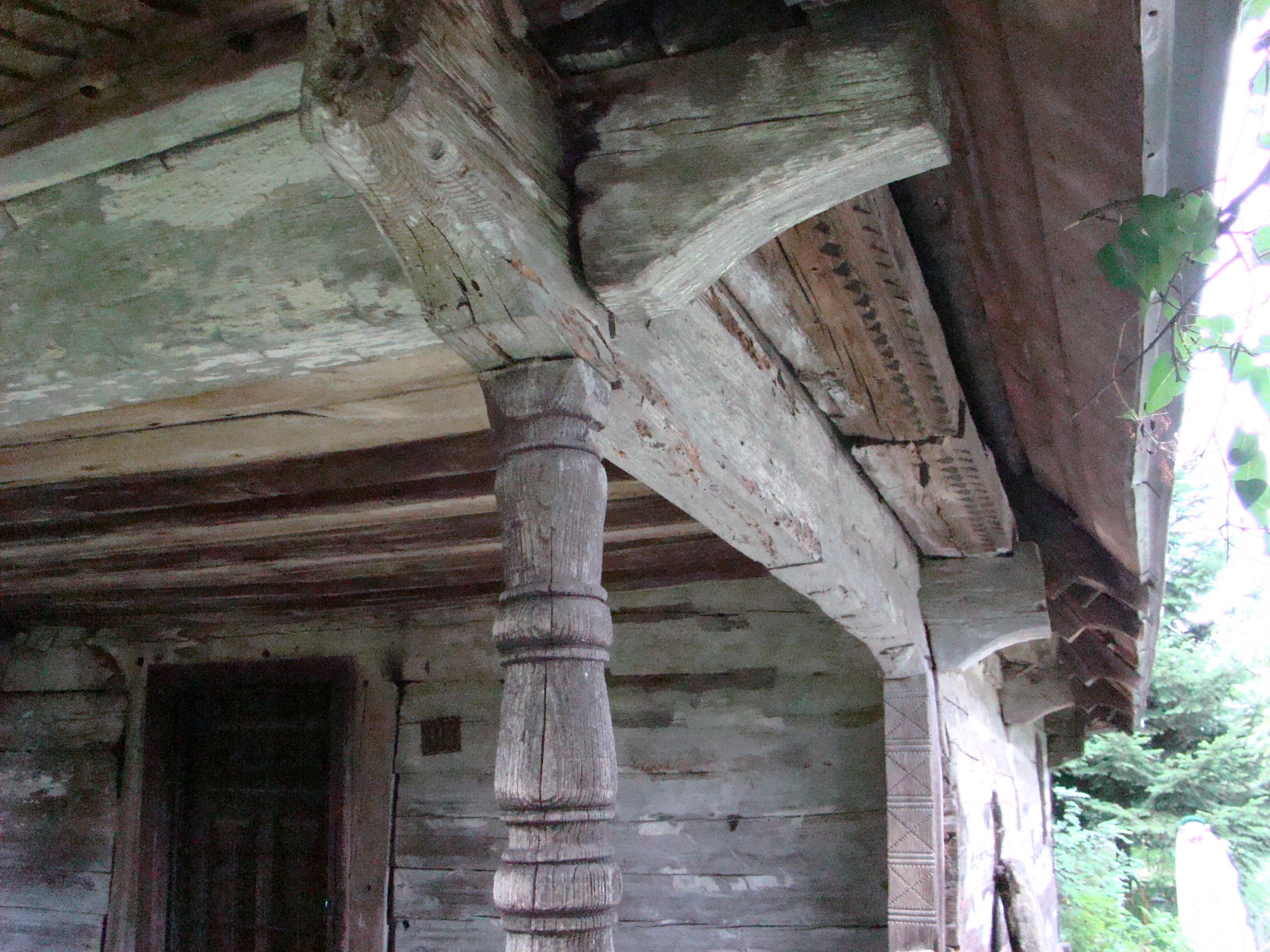
Stâlp şi console la prispă

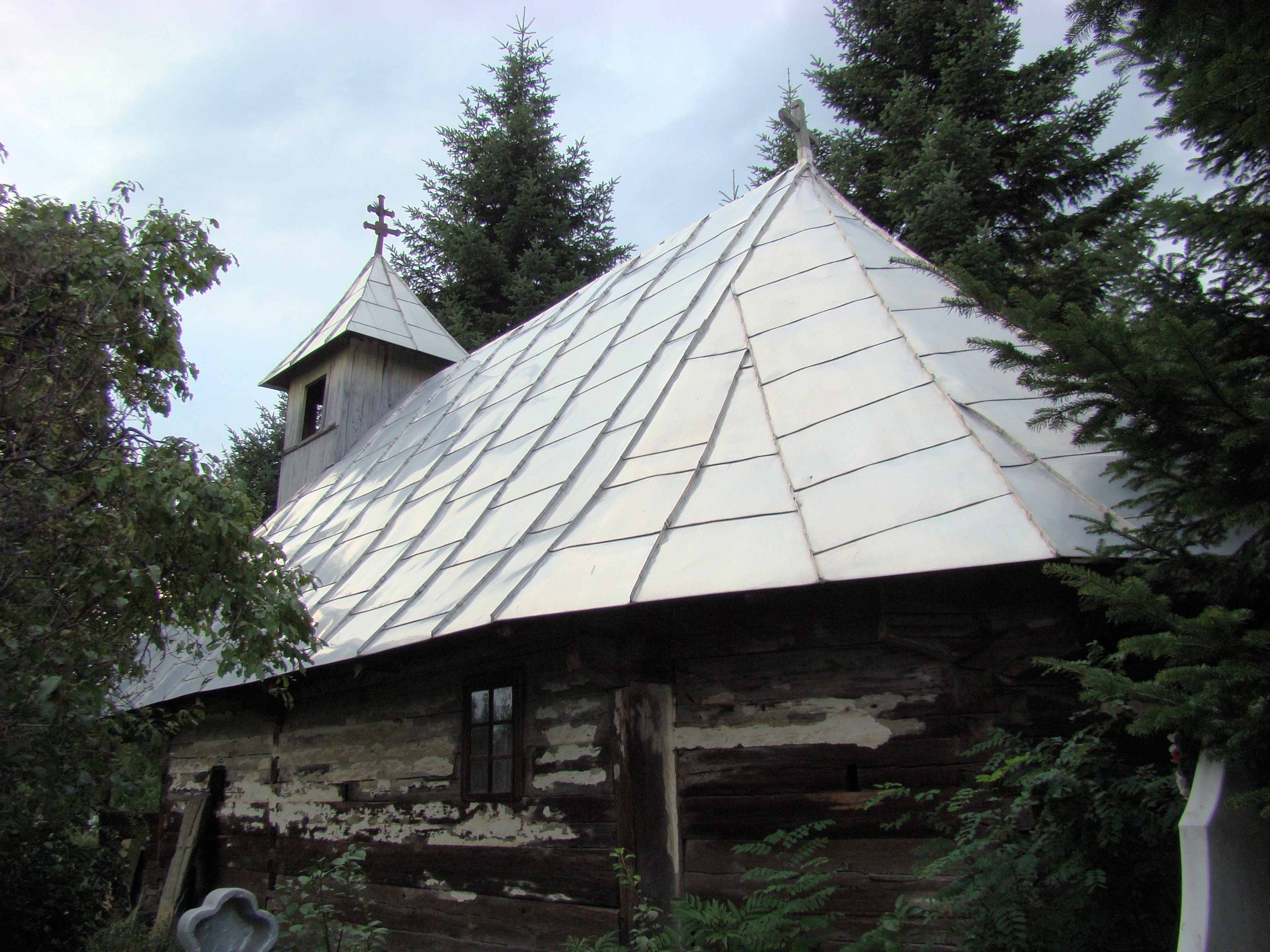
Biserica (sud-est)

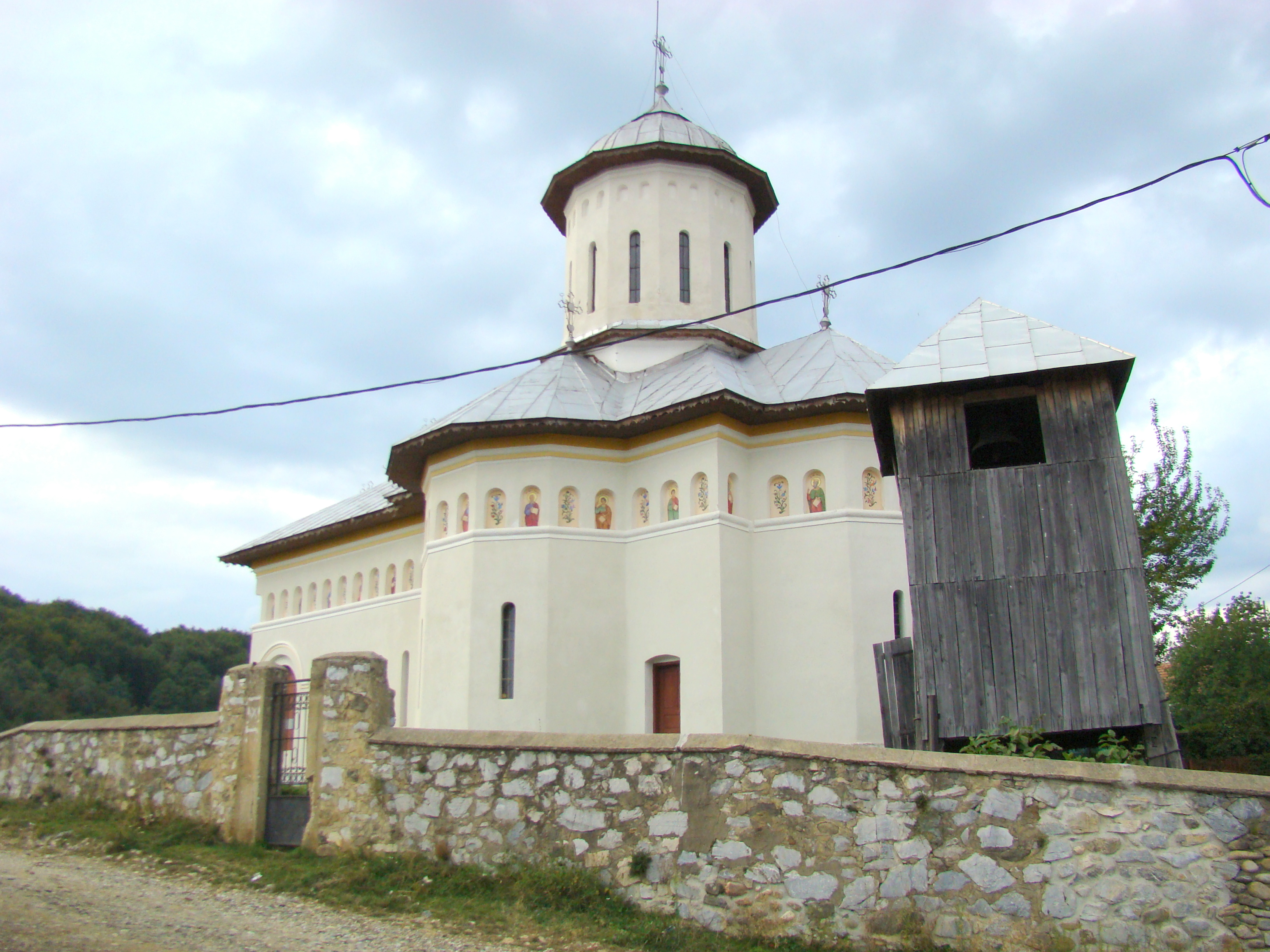
Biserica nouă de zid din comuna Schela

Biserica de lemn din Schela-Vlădoi, comuna Schela, județul Gorj, a fost construită în 1781. Are hramul „Sfântul Dumitru” (26 octombrie). Biserica se află pe noua listă a monumentelor istorice, cod LMI:  GJ-II-m-A-09370.

## Istoric și trăsături
Catagrafia de la 1840 a preluat pentru începuturile bisericii textul unei pisanii conform căreia biserica a fost construită în anul 1781, ctitorii fiind Vasile Moșilă, Gheorghe Moșilă, Pătru Renghea, Nicolae Moșilă. 
Pereții bisericii înscriu o navă dreptunghiulară, cu lungimea de 7,40 m. Sub temelie s-au pus pietre, mai puține pe nord, pe 2-3 rânduri pe sud. Altarul este decroșat, poligonal, cu cinci laturi. Laturile de nord și de sud ale altarului au o poziție înclinată și dimensiuni mici. Se remarcă îmbinările măiestre în coadă de rândunică.
Nava este acoperită de o boltă semicilindrică, iar altarul are o boltă de o formă asemănătoare, intersectată de fâșii curbe.
Cadrele vechi ale ușilor au deținut inscripții care au fost însă înlăturate în timpul lucrărilor de renovare. Peretele plin dintre naos și pronaos este tot o trăsătură arhaică, care confirmă vechimea bisericii.
Ferestrele, de dimensiuni modeste, au fost executate târziu, cu excepția luminatorului de pe sudul altarului, cu evazare interioară, și a celui de la pronaos ce a avut un oblon. Ușa de pe latura de nord și ferestrele noi datează de la 1927.
Tâmpla bisericii de lemn din cătunul Vlădoi este compusă din registrul apostolilor și cel al praznicelor, ușile împărătești, Buna Vestire, în decor arhitectural, cu medalioanele proorocilor Solomon și David, icoanele împărătești de format mare, remarcându-se Maria cu Pruncul și icoana de hram Sfântul Dumitru. Probabilul autor al picturii tâmplei este popa Dumitru, zugrav activ la sfârșitul secolului al XVIII-lea.

## Imagini din exterior

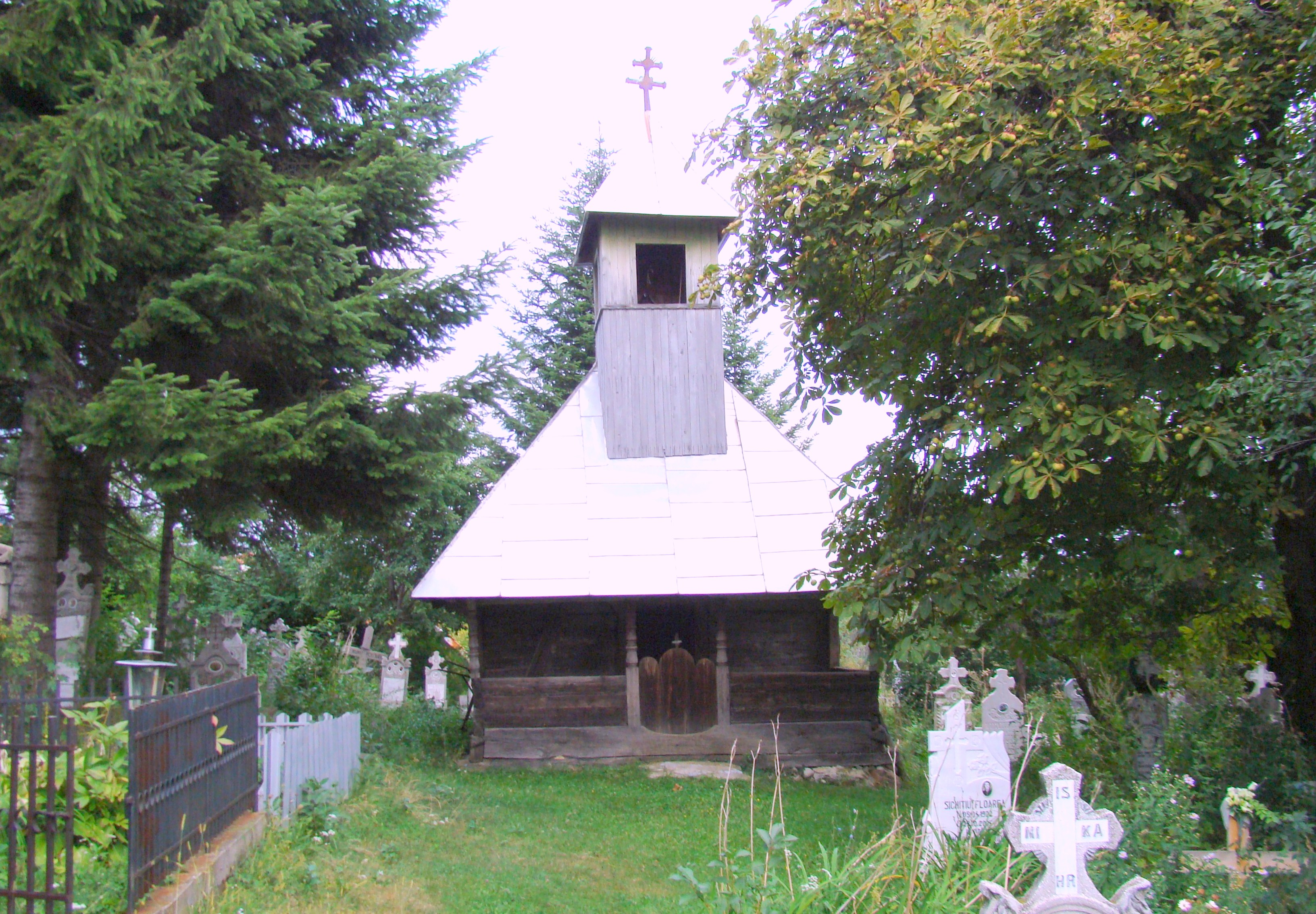
Biserica (vest)
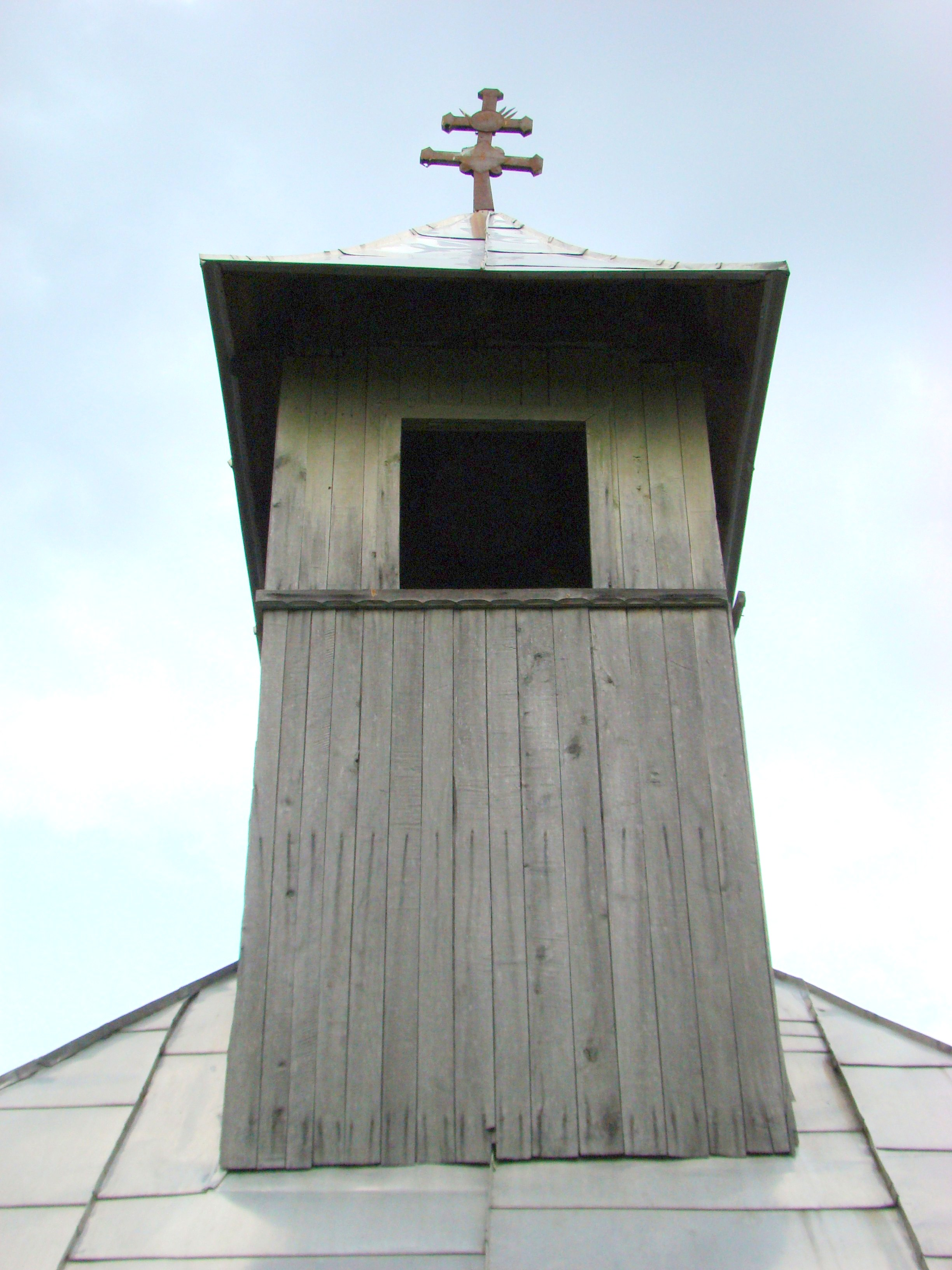
Clopotniţa
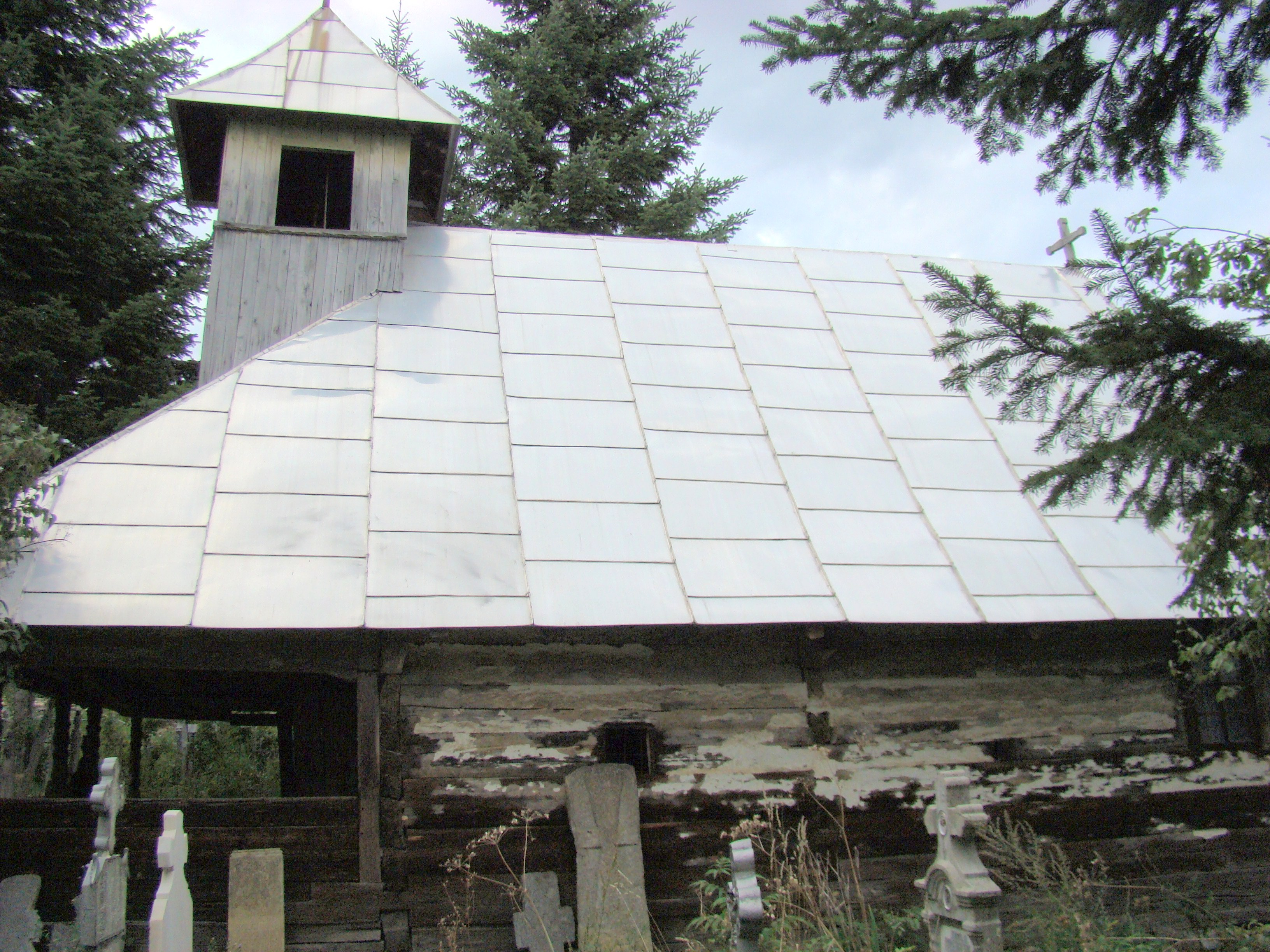
Biserica (sud)
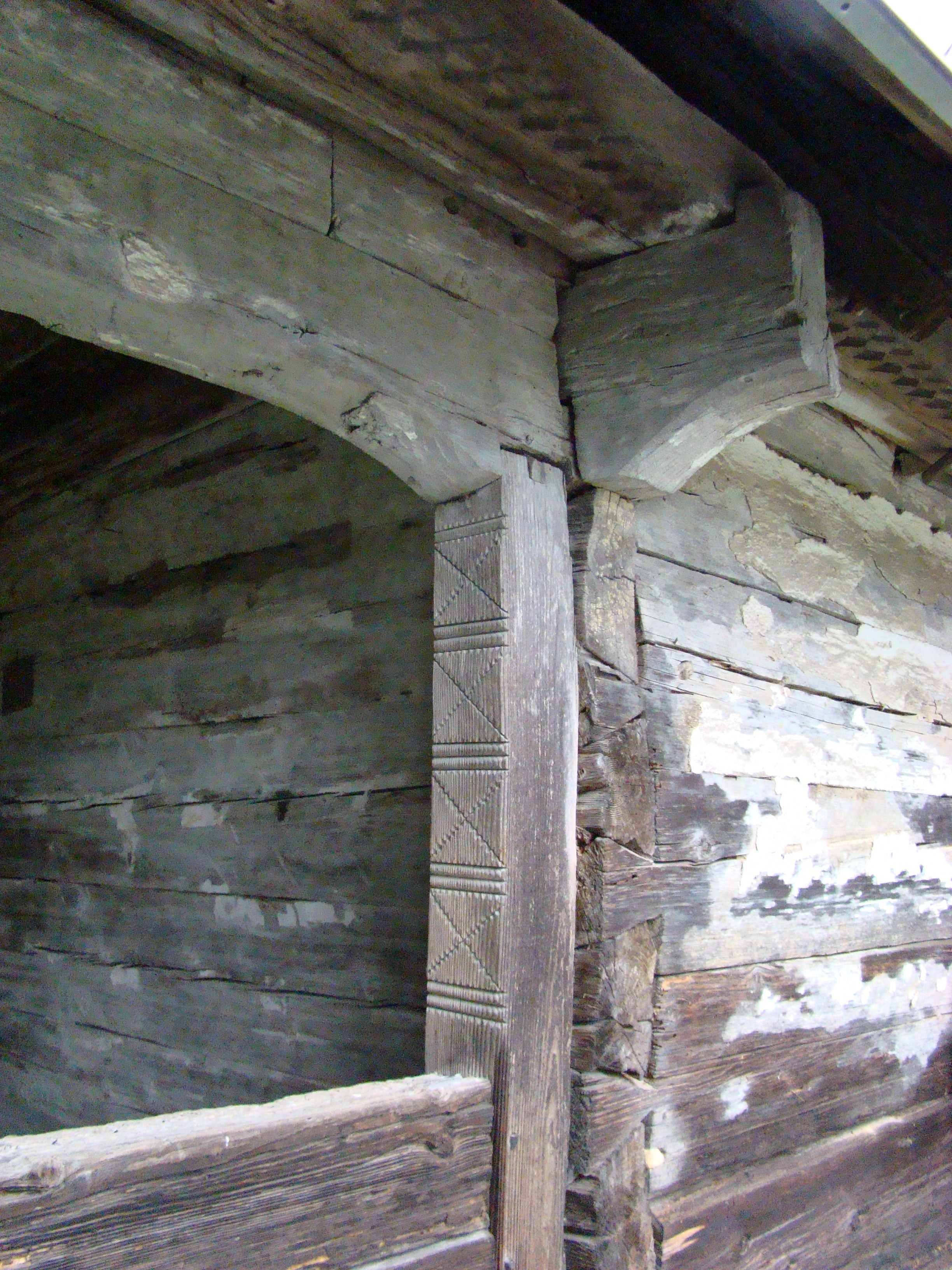
Consolă şi motive decorative la pridvor
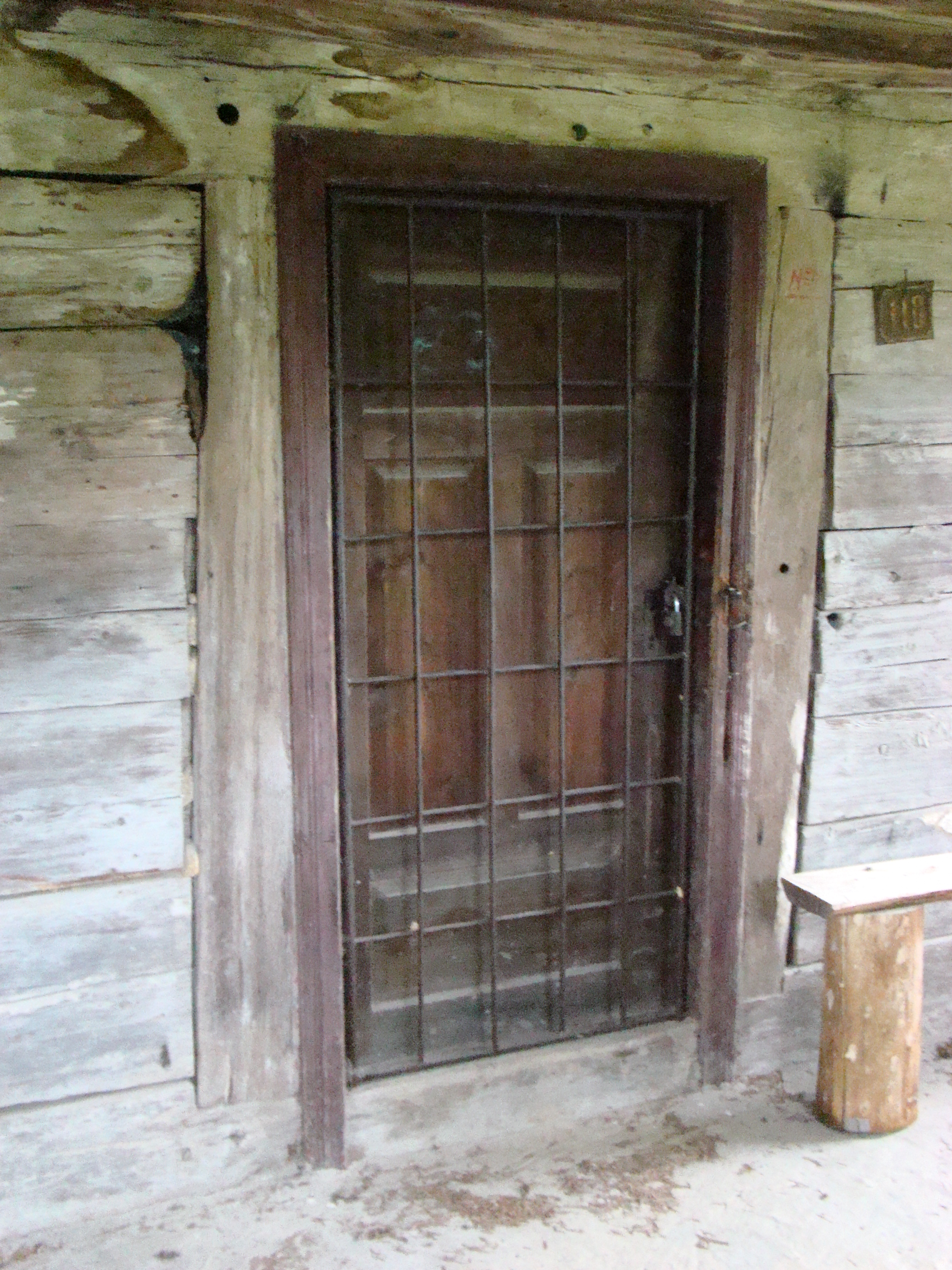
Intrarea
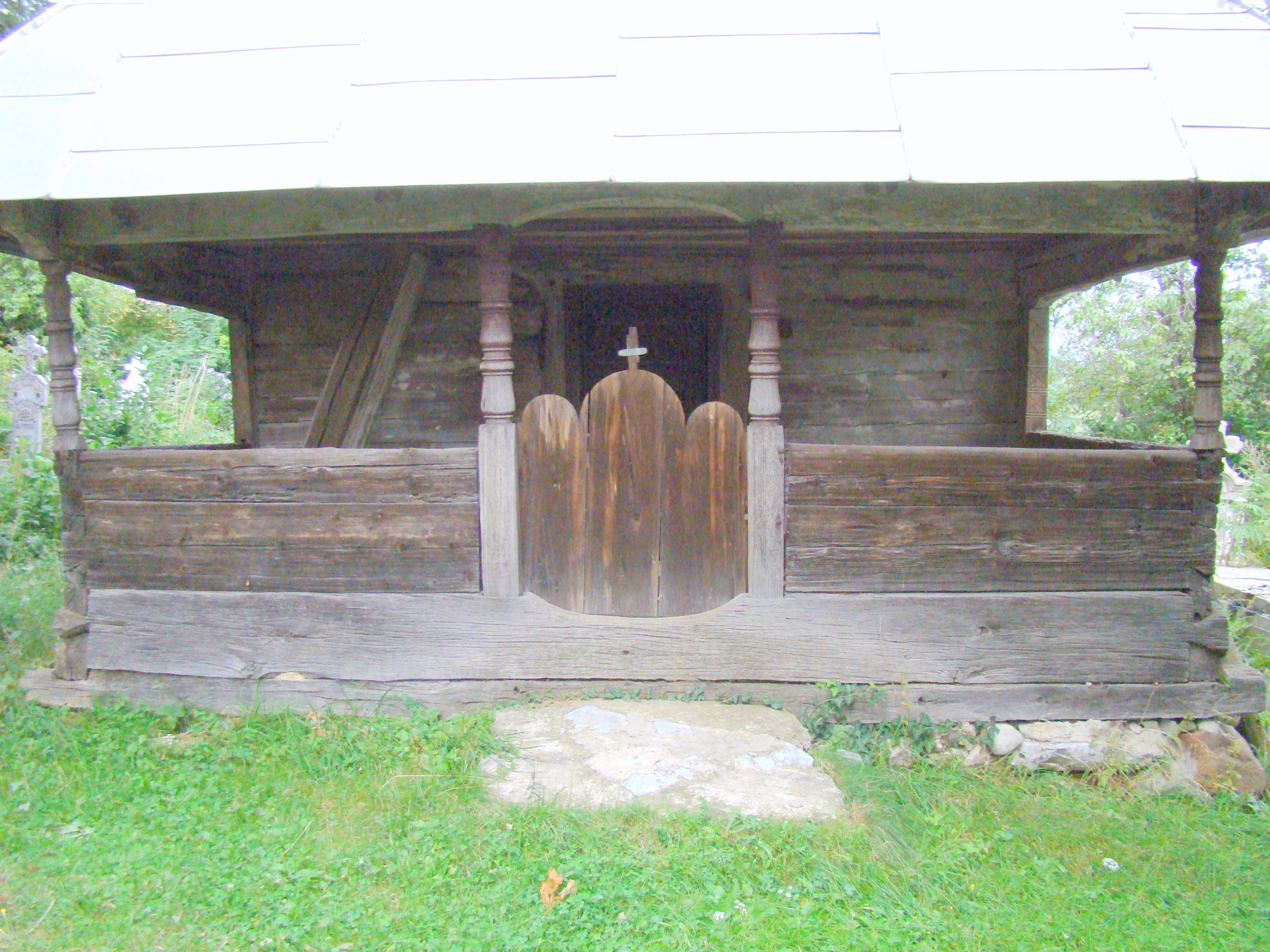
Pridvorul
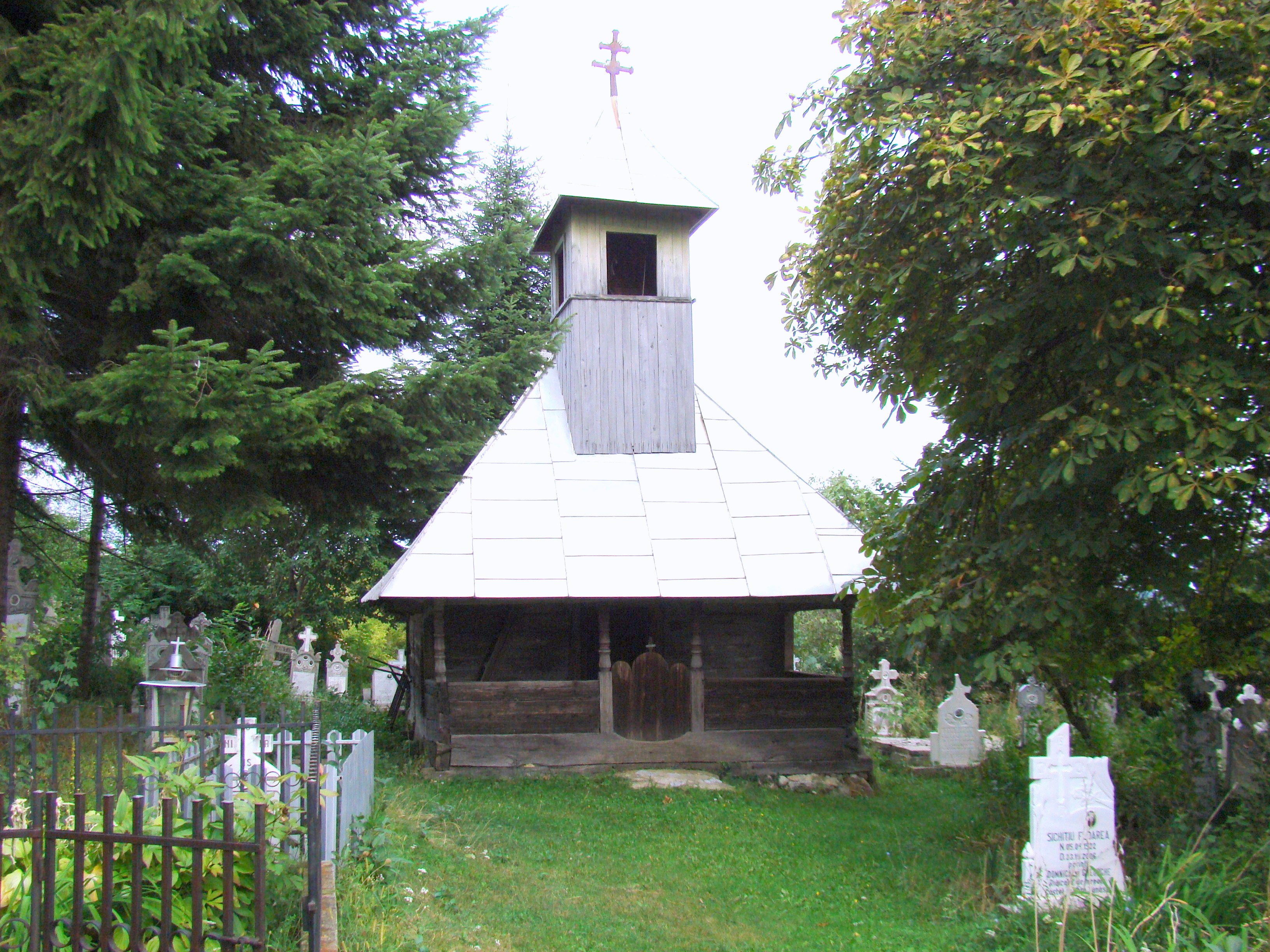
Biserica (vest)
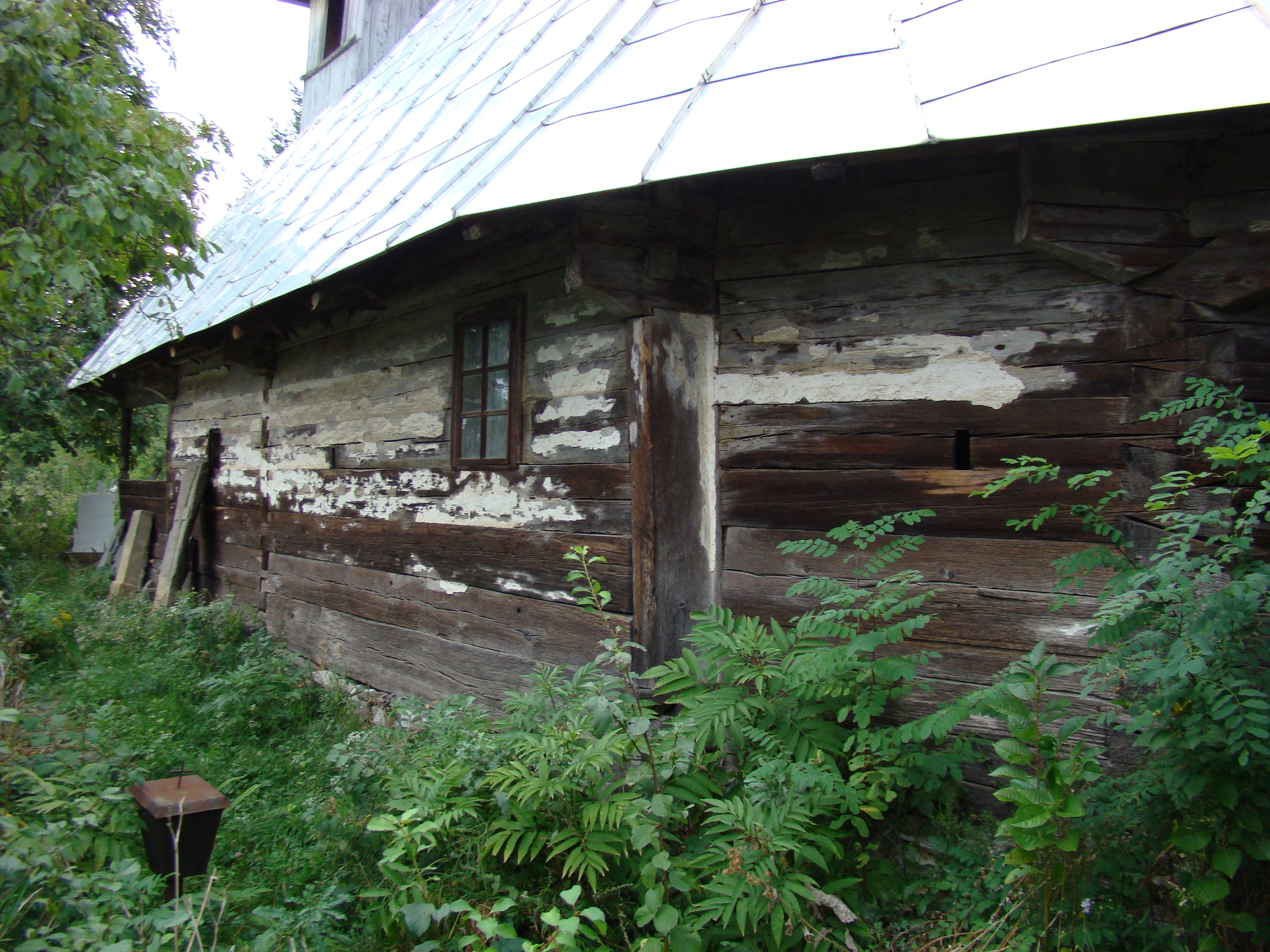
Latura de sud
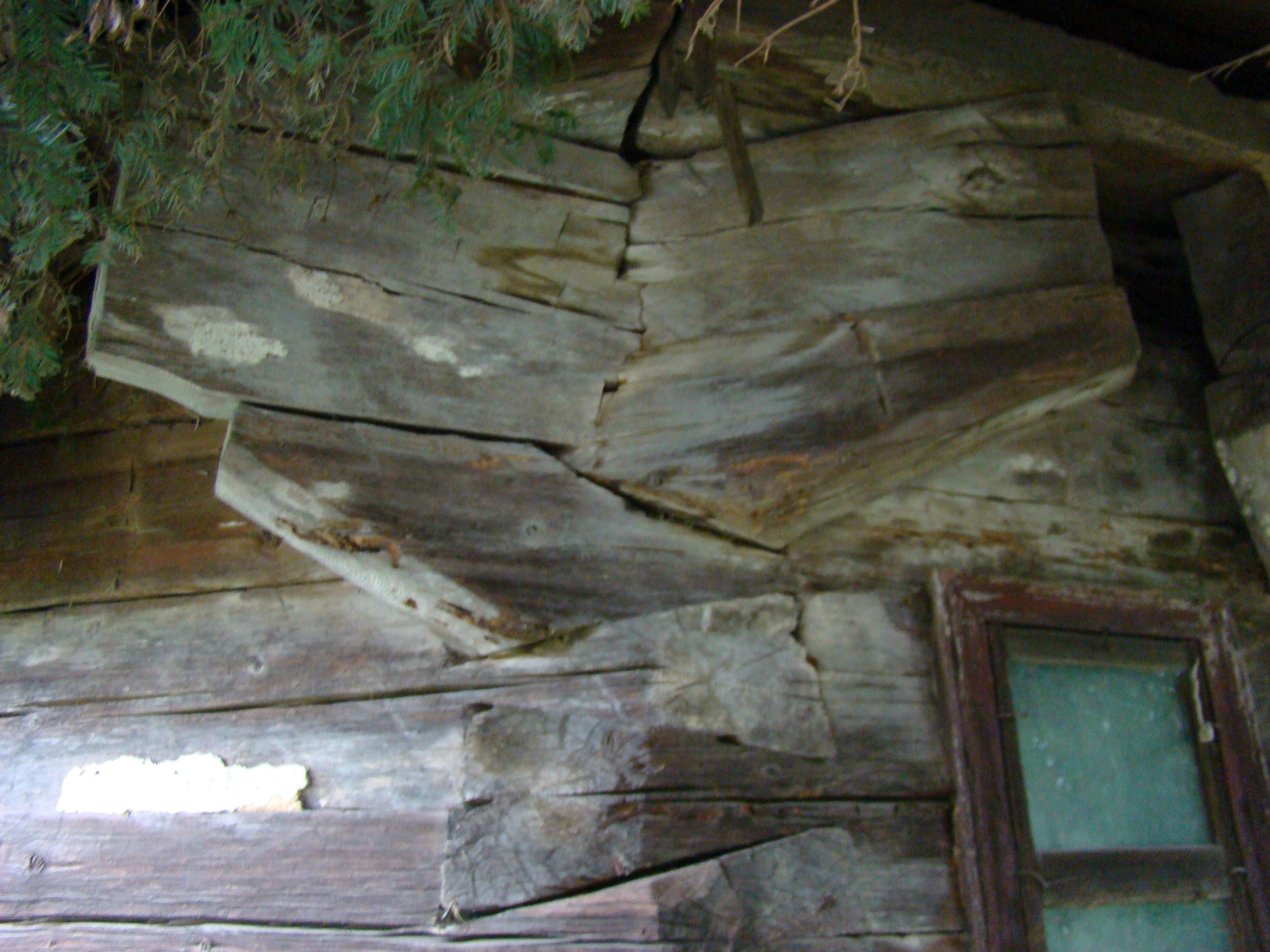
Console
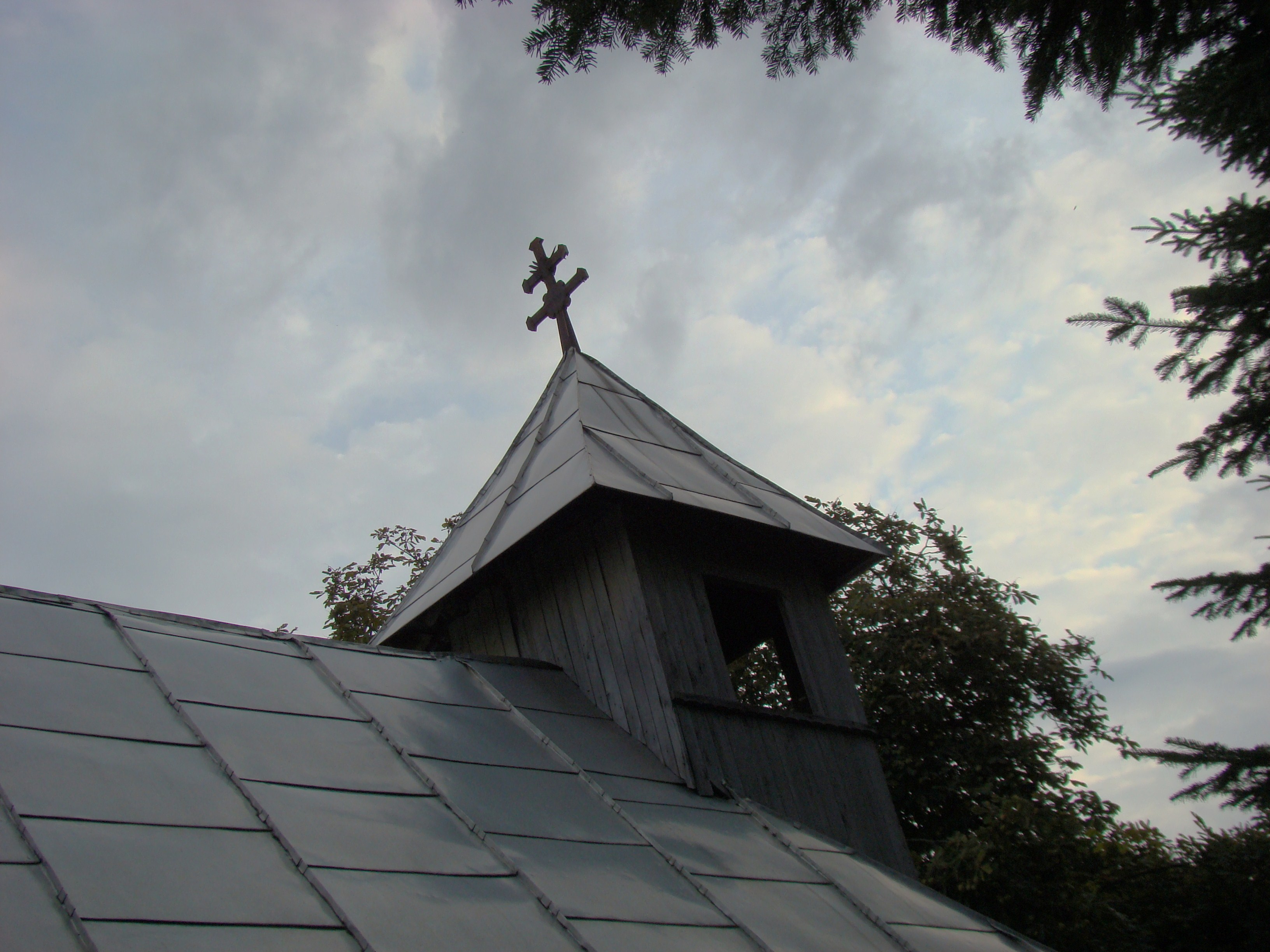
Clopotniţa
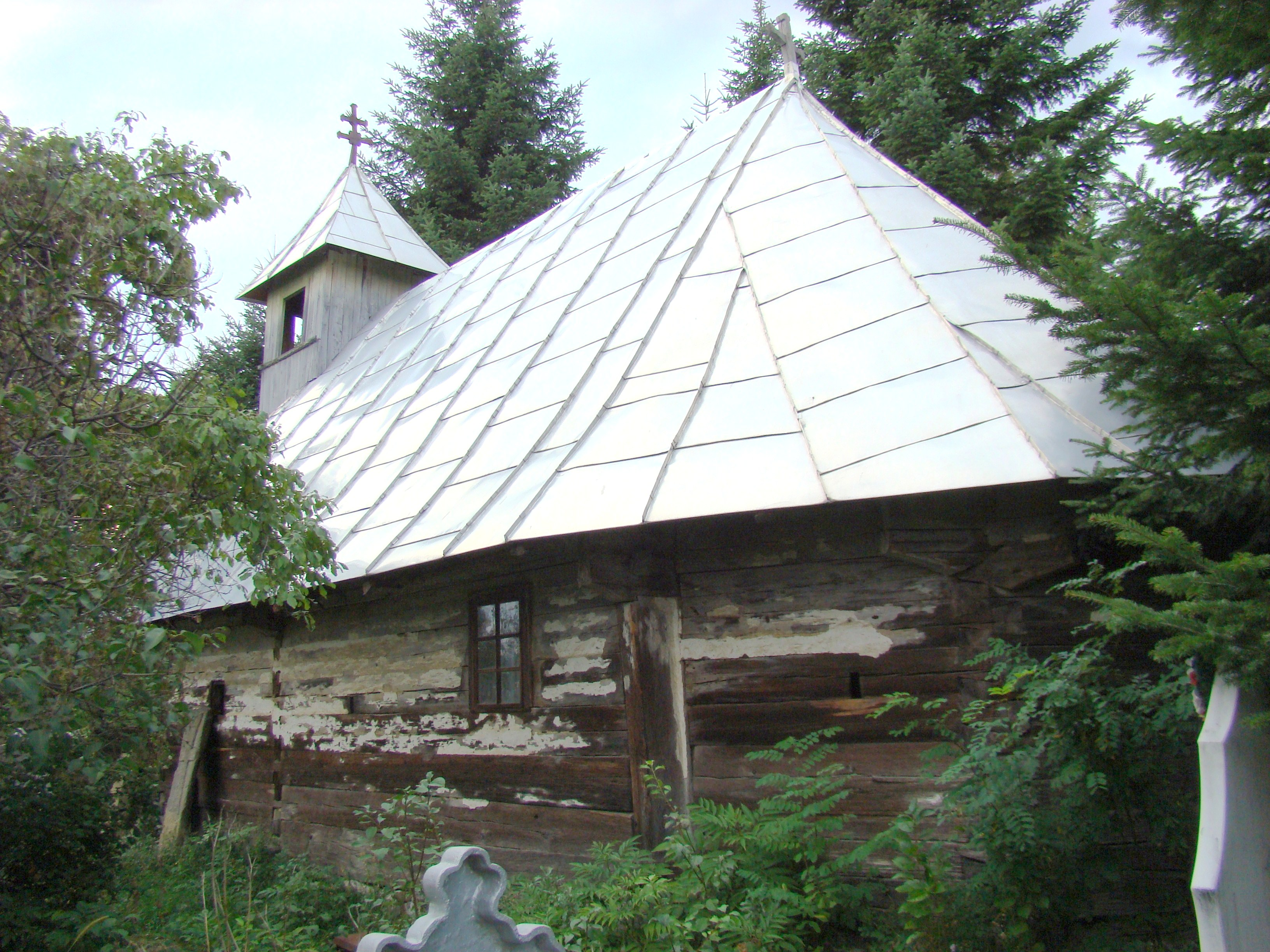
Biserica (sud-est)